# Grace Farms

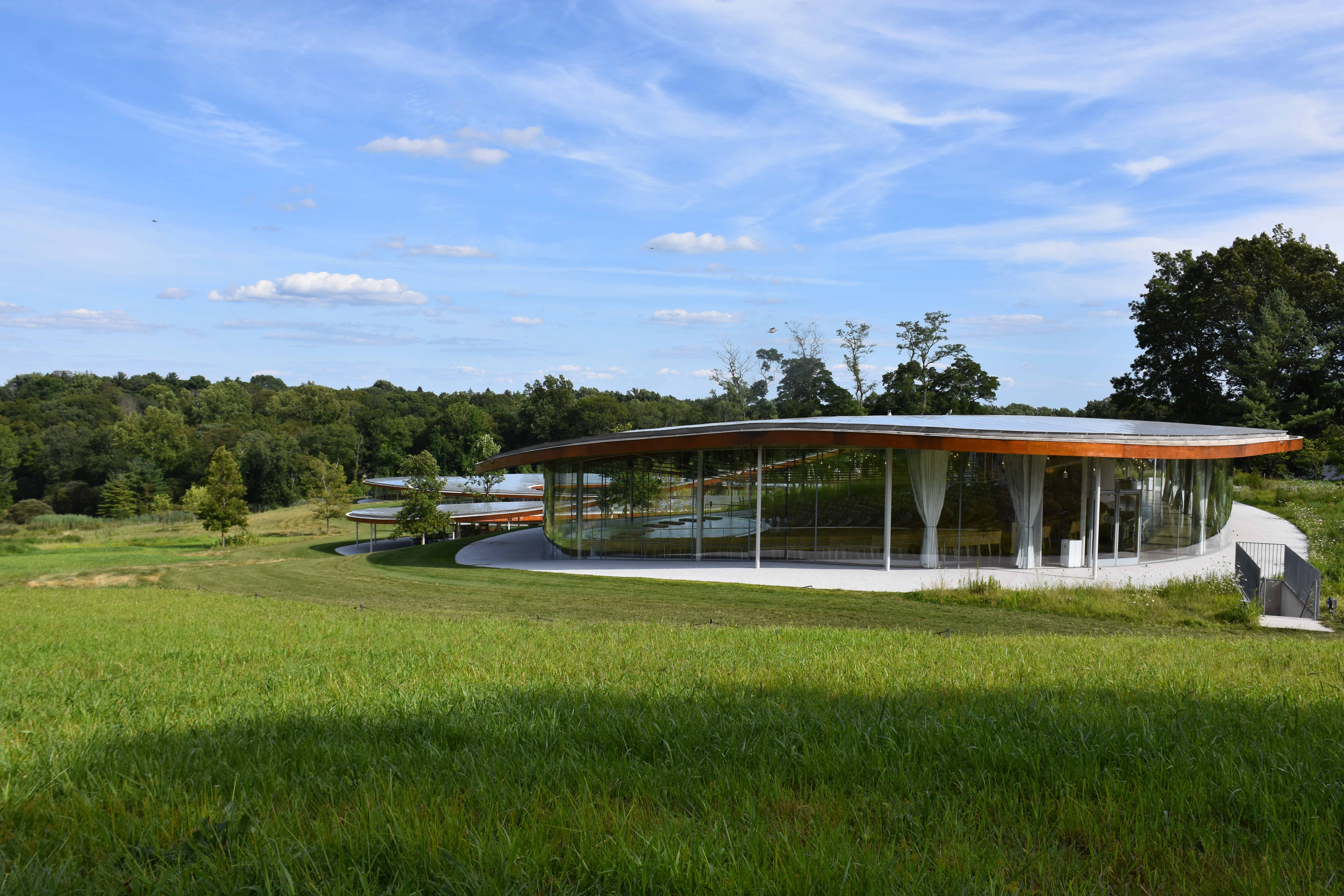
El edificio principal, conocido como the River

Grace Farms es un espacio público de 80 acres en New Canaan, Connecticut. Es propiedad y está operado por Grace Farms Foundation, una organización sin ánimo de lucro con el objetivo de «buscar la paz a través de cinco iniciativas: naturaleza, arte, justicia, comunidad y fe». Aproximadamente 77 de los 80 acres de Grace Farms son prados abiertos, bosques, humedales y estanques.
El edificio principal, apodado the River (el río), fue diseñado por el estudio ganador del premio Pritzker SANAA. Alberga las colecciones permanentes de Thomas Demand, Olafur Eliasson, Teresita Fernández, Beatriz Milhazes, y Susan Philipsz.

## Arquitectura

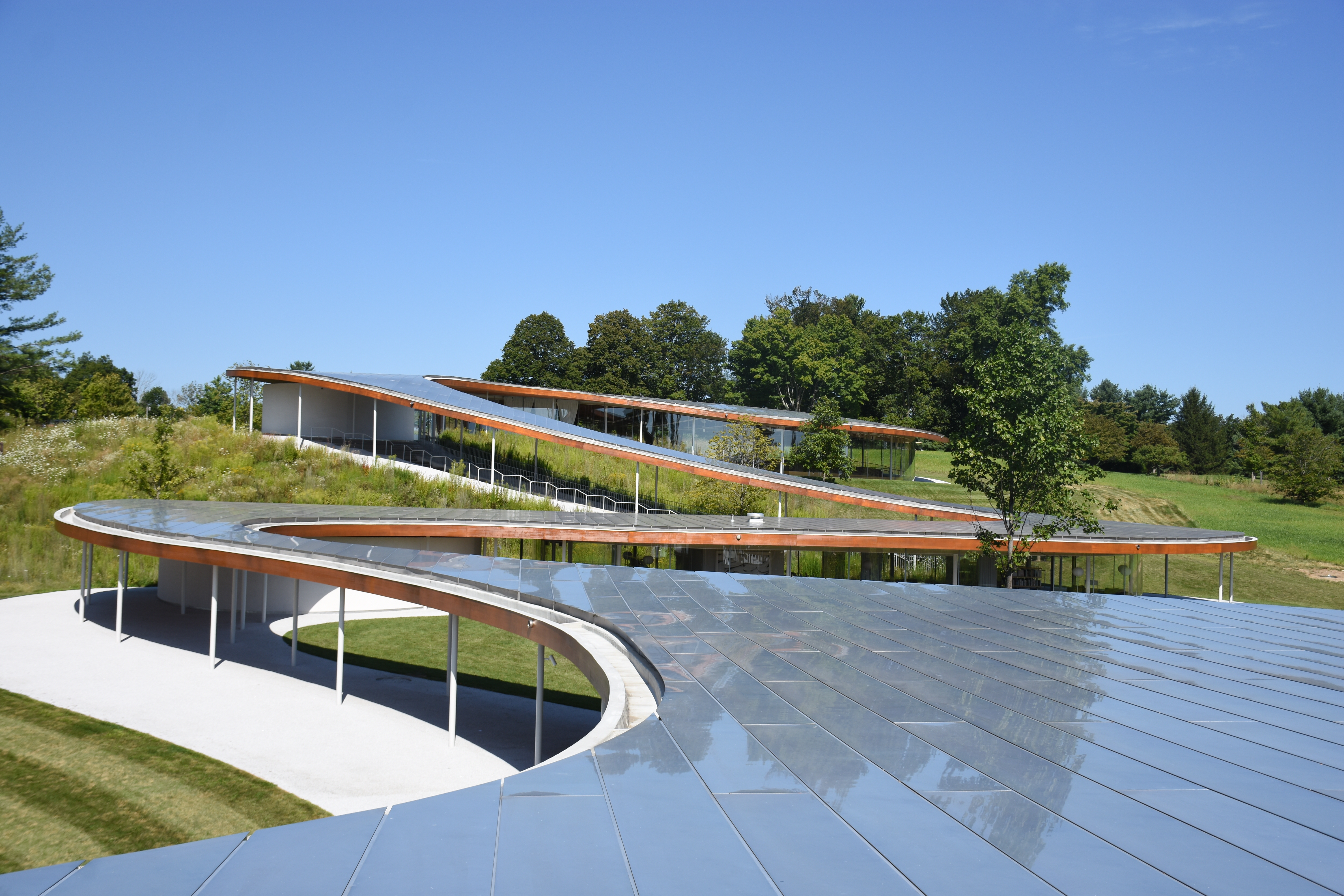
La cubierta del edificio, realizada con paneles de aluminio

Inaugurado en 2015, el edificio River fue diseñado por el estudio de arquitectura japonés SANAA, dirigido por Kazuyo Sejima y Ryue Nishizawa. Su forma ondulada bajo un techo curvilíneo sigue el flujo y la elevación del terreno. La luz natural fluye a través de los más de 200 paneles de vidrio que van desde el nivel del suelo hasta el techo, por lo que desde cualquier punto del edificio se obtienen vistas de 360 grados al paisaje que lo rodea. La cubierta está formada por paneles reflectantes de aluminio anodizado que reflejan la luz solar.
Por su planteamiento innovador, el edificio ha sido galardonado a nivel nacional e internacional con numerosos premios de diseño. También ha recibido la certificación LEED Silver por su diseño sostenible.